# Czechoslovak Group
Чехословак Ґроуп (чеськ. Czechoslovak Group) – глобальна промислово-технологічна група. Штаб-квартира підприємства розташована у м. Прага, Чехія, а ключові підприємствами в Чехії, Словаччині, Італії, США, Великій Британії, Іспанії, Індії та Сербії.
Основними напрямками діяльності CSG являються оборонна промисловість та індустрія безпеки, автомобільна промисловість, авіаційна та залізнична промисловість. Асортимент її продукції надзвичайно широкий – це і важкі позашляховики, і спеціальна техніка для військових та рятувальників, військова техніка, боєприпаси, радари, системи управління повітряним рухом, але і залізничні гальма або розкішні наручні годинники.
CSG має понад 100 дочірніх компаній і налічує понад 10 тисяч працівників.
Оборот групи за 2023 рік сягнув 1,73 мільярдів євро, що на 71 % більше, ніж у попередньому році. Показник EBITDA склав 439 мільйонів євро, що більш ніж удвічі перевищує аналогічний показник минулого року. Чистий прибуток CSG за 2023 рік склав 210 мільйонів євро. Більшість продукції CSG (51 %) призначалася для європейських країн (крім України). Дві третини доходів CSG були отримані в країнах-членах НАТО і одна третина в інших країнах світу.

## Історія
Czechoslovak Group поступово еволюціонувала з товариства EXCALIBUR ARMY, що було засноване у 1995 році. У 2014 році була створена холдингова структура, яка спочатку називалася EXCALIBUR GROUP. У 2016 році групу було перейменовано на Czechoslovak Group і відтоді вона зазнала стрімкого зростання. У 2018 році власником товариства став Міхал Стрнад, син засновника групи.
До складу групи CSG входять компанії з багатовіковими традиціями. Найбільш відомим брендом групи у країні її штаб-квартири являється Tatra – виробник важких колісних шасі, що виготовляє транспортні засоби з 1850 року і являється третім найстарішим автомобілебудівним підприємством у світі, що досі функціонує. До традиційних товариств групи CSG належить всесвітньо відомий виробник малокаліберних боєприпасів Fiocchi, заснований Джуліаном Фіоккі у 1876 році. До складу групи входить і завод по виробництву боєприпасів Fábrica de Municiones de Granada (FMG) в Іспанії, історія якого сягає кінця ХІV століття.

## Інновації
Дослідження та розробки проводяться в рамках групи щодо цілої низки інновацій. Наприклад, зараз група розробляє важкі комерційні автомобілі Tatra з екологічним водневим двигуном чи з автономним керуванням.
Вона також бере участь у розробці та виробництві прототипу пристрою, який може добувати питну воду з повітря у пустельних регіонах. Крім того, розробляє і системи управління та перевірки повітряного руху, що містять елементи штучного інтелекту та машинного навчання, а також керується безпілотними літальними апаратами.
Вона також постачає радари для елітних підрозділів поліції, у тому числі сил безпеки США, та армії, які здатні виявити живі істоти, навіть якщо вони знаходяться за суцільними перешкодами, що дозволяє їм безпечно виконувати свої місії. Розробляє й інші радари нового покоління. Також, група виготовляє самохідні гаубиці, які використовують високий рівень автоматизації  та сучасну електроніку. У рамках підрозділу боєприпасів компанія виготовляє екологічно чисті, без свинцеві  боєприпаси для мисливців з компонентами, що швидко розкладаються в природі.

## Господарська діяльність групи
Підрозділи та компанії CSG (станом на грудень 2023 р.):
CSG Defence
- EXCALIBUR ARMY spol. s.r.o
- Fábrica de Municiones de Granada SL.
- MSM GROUP, s.r.o.
- MSM LAND SYSTEMS s.r.o.
- TATRA DEFENCE SLOVAKIA s.r.o.
- TATRA DEFENCE VEHICLE a.s.
- VOP Nováky, a.s.
- VÝVOJ Martin, a.s.
- ZVS holding, a.s.
- 14.OKTOBAR d.o.o. Kruševac

CSG Ammo+
- Baschieri & Pellagri S.p.A.
- Fiocchi Munizioni S.p.A.
- Fiocchi of America Inc.
- Lyalvale Express Limited

CSG Mobility
- DAKO-CZ, a.s
- DAKO-CZ INDIA Pvt. Ltd.
- DAKO-CZ MACHINERY, a.s.
- DAKO-CZ SERVICE, s.r.o.
- DAKO-CZ TRANSELCO, s.r.o.
- JWL DAKO-CZ (INDIA) Ltd.
- MEDHA DAKO-CZ Pvt. Ltd.
- TATRA TRUCKS a.s. – товариство пов’язане з холдингом за посередництвом мажоритарного власника
- TATRA METALURGIE a.s.

CSG Aerospace
- ATRAK a.s.
- CS SOFT a.s.
- ELDIS Pardubice, s.r.o.
- JOB AIR Technic a.s.
- Pocket Virtuality a. s.
- RETIA, a.s.
- UpVision s.r.o.

CSG Business Projects
- ARMI PERAZZI S.P.A.
- CSG USA Inc.
- ELTON hodinářská, a.s.
- EXCALIBUR INTERNATIONAL a.s.
- KARBOX s.r.o.
- PFC Prague Fertility Centre
- TRUCK SERVICE GROUP s.r.o.

## ESG
Метою CSG є подальший розвиток компаній, що входять до складу холдингу. CSG працює відповідно до етичних правил, що викладені в етичному кодексі, який являється обов’язковим для всіх членів статутних органів компаній, менеджерів та працівників. Корпоративна суспільна відповідальність є невід’ємною складовою функціонування CSG.
В межах підрозділів Defence та Aerospace така діяльність, окрім іншого, включає перехід на передові технології для зменшення впливу виробництва та його побічних продуктів на навколишнє середовище, та підвищення стандартів безпеки. Підрозділ CSG Ammo+ зосереджується на провадженні більш стійких матеріалів, що повністю розкладаються, та мінімізації відходів. Підрозділ CSG Mobility робить ставку на розробці транспорту з низьким рівнем викидів, що базується на електромобільності та водневих двигунах. Виробничі підприємства, що входять до складу CSG, підтримують подовження життєвого циклу своїх попередніх продуктів завдяки широкому спектру сервісних послуг, разом з довгостроковим виробництвом запасних частин. Всі підприємства групи впровадили або впроваджують заходи, спрямовані на підвищення енергетичної незалежності, чи то шляхом встановлення власних фотоелектричних джерел, теплових насосів та сонячних когенераційних установок – засновані на «принципі не завдавати значної шкоди» (Do no significant harm).
На рівні компаній з 2023 року всі суб’єкти господарювання підпадають під дію нових правил, які зобов’язують займатися суспільно корисною діяльністю в регіонах, де вони працюють, зокрема, підтримувати громадські, неприбуткові, культурні, громадські, освітні та спортивні ініціативи.